# Luigi Soffietti
Luigi „Gigi” Soffietti – włoski kierowca wyścigowy.

## Kariera
W swojej karierze wyścigowej Soffietti poświęcił się startom w wyścigach Grand Prix. W latach 1935, 1937 Włoch był klasyfikowany w Mistrzostwach Europy AIACR. W pierwszym sezonie startów z dorobkiem czterdziestu punktów uplasował się na 33 pozycji w klasyfikacji generalnej. Dwa lata później uzbierał łącznie 35 punktów. Dało mu to siedemnaste miejsce w końcowej klasyfikacji kierowców.